# 加拿大滙豐銀行大廈
49°17′03″N 123°07′09″W / 49.284043°N 123.119192°W

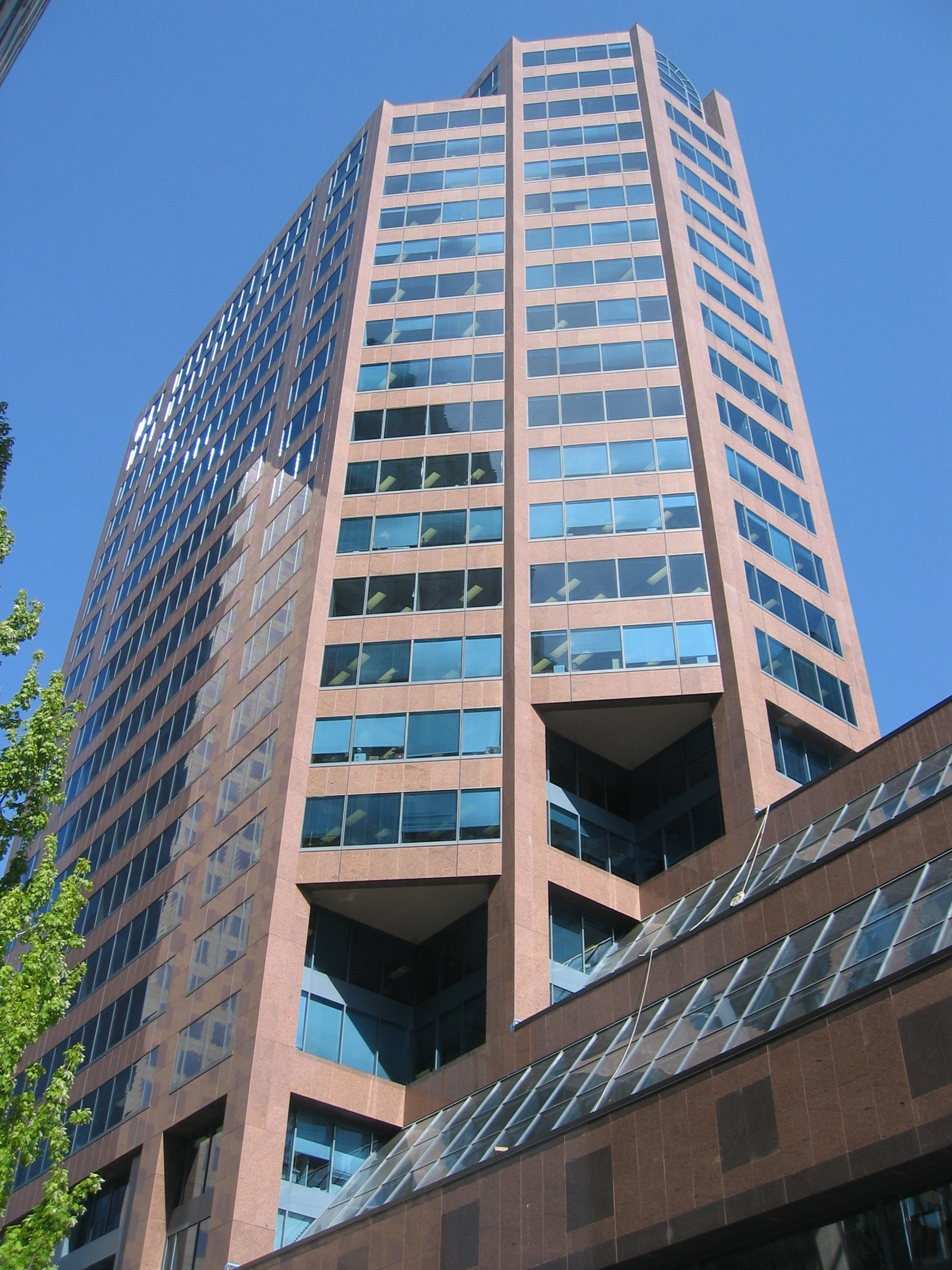
加拿大滙豐銀行大廈

加拿大滙豐銀行大廈是一座位於加拿大卑詩省溫哥華市中心佐治西街885號的寫字樓，樓高23層，高100米，於1987年建成。大廈為加拿大滙豐銀行總部的所在地。